# Roancarrigmore
Roancarrigmore (en irlandais : Róncharraig Mhór) est une île inhabitée située en baie de Bantry dans le comté de Cork en république d'Irlande. On y trouve le phare de Roancarrigmore construit en 1847 et géré par les Commissioners of Irish Lights.